# روبن ويستون
روبن ويستون (7 يونيو 1975 - )  (بالإنجليزية: Robin Weston)‏ هو لاعب كريكت بريطاني.